# Der Vater (Strindberg)
Der Vater (schwedischer Originaltitel Fadren) ist ein Drama von August Strindberg, das am 14. November 1887 in Kopenhagen uraufgeführt und am 12. Oktober 1890 in Berlin erstaufgeführt wurde. Das Schauspiel besteht aus drei Akten.

## Handlung
Der Dreiakter spielt im Wohnzimmer im Hause des Rittmeisters.

### 1. Akt
Nöjd hatte ein Verhältnis mit Emma, die nun schwanger ist. Er stellt jedoch seine Vaterschaft in Frage und zieht Ludwig mit in die Beziehung. Das Gericht soll letztendlich entscheiden. Rittmeister und Pastor bereden den familiären Zustand im Haus. Auch in der Ehe zwischen Laura und Rittmeister herrschen einige Unklarheiten. Der Rittmeister will seine Tochter Bertha aus dem Haus bringen, da sie etwas Vernünftiges werden soll – eine Lehrerin. Laura hingegen will, dass ihre Tochter eine Künstlerin/Malerin wird. Hauptsächlicher Konflikt im Haus ist, dass tagtäglich Mann und Frau gegeneinander ausgespielt werden.
Der Pastor verlässt das Haus, der Rittmeister fängt an zu rechnen. Laura kommt in das Zimmer, so beginnt der nächste Streit, diesmal um den Pächter, der nicht bezahlt. Daraufhin erzählt der Rittmeister, dass die gemeinsame Tochter in die Stadt kommen soll.
Am Abend kommt der neue Arzt zum Essen. Laura erzählt ihm, ihr Mann sei geisteskrank, er kaufe Unmengen von Büchern. Als der Rittmeister ins Zimmer kommt, berichtet er von seiner Entdeckung der Meteoriten. Danach trifft er im Flur auf die Amme, welche nochmal das Thema bezüglich der Tochter und Laura anspricht. Dies artet allerdings im Streit aus. Plötzlich hören sie Bertha schreien. Diese behauptet, die Großmutter wolle ihr etwas antun. So kommen sie auf die Stadt zu sprechen, Bertha möchte gehen. Doch Laura, die hineinkommt, ist wenig begeistert. So behauptet sie, der Rittmeister wisse nicht, ob er sicher Berthas Vater sei. Voller Wut befiehlt dieser dem Burschen, den Schlitten anzuspannen.

### 2. Akt
In dem Gespräch zwischen Laura und dem Landarzt verdreht sie das vorherige Gespräch zwischen ihr und dem Rittmeister zu ihren Gunsten. In der Zwischenzeit kommt Bertha zu der Amme Margret, weil sie denkt, ein Geist sei im Haus. Als der Rittmeister nach Hause kommt, unterhält er sich mit dem Arzt indirekt über seine Vaterschaft und Vergangenheit (Pferd und Zebra). Laura lauscht an der Türe, was jedoch dem Rittmeister nicht verborgen bleibt. Es kommt zur Aussprache der beiden und er erinnert sich, dass sie mit dem damaligen Advokaten über sein Vermögen und das Erbe im Falle des Todes gesprochen haben. Außerdem wirft er ihr vor, ein anderer sei Berthas Vater. Laura hingegen erklärt ihn als wahnsinnig und schwört, er sei der Vater.
Daraufhin sprechen sie über die Zeit, als er krank war und sie mehr Mutterrolle als Frau annahm. So war sie die Überlegene. Als der Rittmeister jedoch erwachte und seine Ehre zurück erlangen wollte, sträubte Laura sich. Sie gesteht, ihn manchmal zu hassen und er kommt zu dem Entschluss, dass einer den Machtkampf verlieren wird – der Schwächere. Laura sieht sich bereits als Gewinnerin und droht ihm, ihn zu entmündigen. Voller Wut wirft er eine Lampe nach Laura, die sich durch die Tür nach nebenan zurückgezogen hat.

### 3. Akt

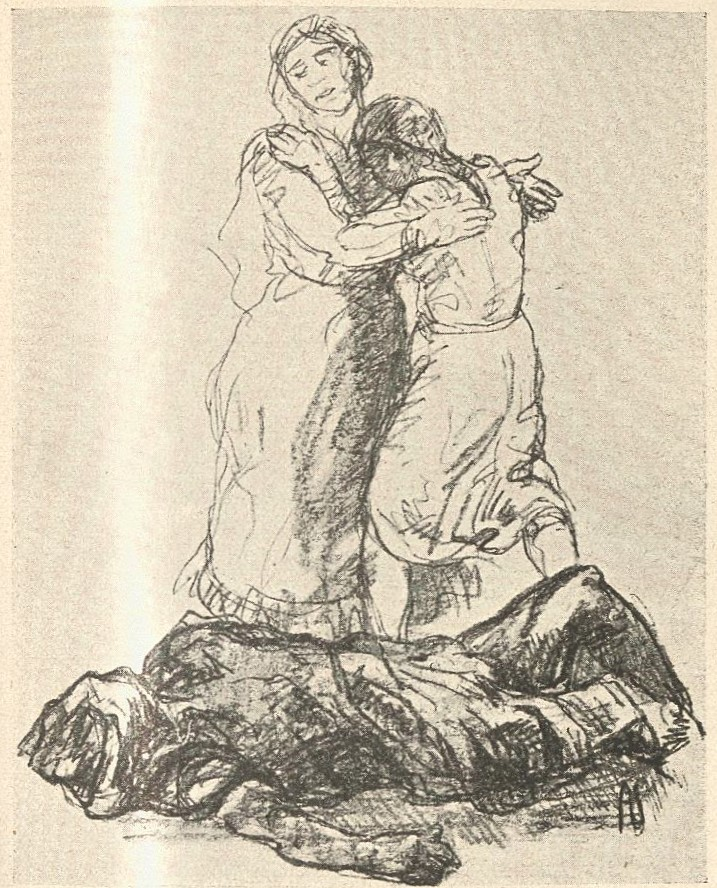
Adolf Schinnerer Illustration (1918)

Die Amme klaut aus des Rittmeisters Jacke den Schlüssel zum Sekretär, Laura verbarrikadiert die Türen und öffnet die Schubladen mit den Finanzen. Im Obergeschoss hören sie Sägen. Der Arzt, Laura und der Pastor beschließen ihm eine Zwangsjacke anzulegen, dann überlegen sie, ihn in die Irrenanstalt oder ins Gefängnis zu bringen. Plötzlich steht der Rittmeister im Raum mit einem Stapel voller Bücher und liest daraus vor, als Beweis, er habe sie nicht gesammelt, sondern auch gelesen. Voller Verzweiflung stellt er sie vor die Wahl, ihn zu töten. Bertha betritt das Zimmer und fragt, wieso er die Lampe geworfen habe und ob er krank sei. Unbewusst sagt sie, wenn er so rede, sei er nicht ihr Vater, was Herr Rittmeister jedoch anders aufnimmt. Verzweifelt umarmt er sie.
Er steht auf und nimmt einen Revolver, Bertha läuft panisch aus dem Zimmer. Die Amme kommt herein, setzt ihn nieder und erzählt von früher. Währenddessen stellt sie sich mit der Zwangsjacke hinter ihn. Mit einer Geschichte aus der Kindheit entlockt sie ihm den Revolver und zieht ihm die Jacke an. Gedankenlos lässt er alles mit sich machen. Wütend wacht er aus der Geschichte auf. Er bittet Nöjd, die Amme gewaltsam wegzubringen. Laura winkt ihn weg und versucht, sich bei ihrem Ehemann zu entschuldigen. Dieser will vor Wut und Ermüdung auf dem Schoß der Amme schlafen. Plötzlich fällt er um, der Arzt diagnostiziert einen tödlichen Schlaganfall.